# Ахшарумов Дмитро Володимирович
Дмитро Володимирович Ахшарумов (20(8) вересня 1864 — 3 січня 1938) — український скрипаль, диригент, педагог.

## Життєпис
Народився в Одесі. Музичну освіту здобув у Петербурзькій та Віденській консерваторіях. З 1886 розпочав діяльність як скрипаль. Протягом наступного десятиріччя виступив з 200 концертами, виконав чимало складних творів класичного скрипкового репертуару, деякі власні композиції й обробки.
У 1898, переїхавши до Полтави, ініціював створення у місті симфонічного оркестру, очолив губернське відділення Російського музичного товариства, сприяв заснуванню музичного училища. 1900–1914 очолював як диригент і організатор гастрольні виступи оркестру, було здійснено 11 турне до Варшави, Вільна, Санкт-Петербурга, Воронежа, Одеси та інших міст. Завданням музикантів була популяризація творів видатних композиторів-класиків. Колективом були виконані майже всі симфонії Л. Бетховена, п'ять симфоній Ф. Й. Гайдна, дві симфонії В. А. Моцарта, твори П. Чайковського, М. Глинки, М. Лисенка та інші. Оркестру належить першість у виконанні «Української симфонії» М. Калачевського.
З 1919 працював музикантом, диригентом, педагогом у Феодосії, Москві, Петрограді, Воронежі. 1929 переїхав до Туркменістану, став одним із засновників Ашхабадського музичного училища. 1935–1938 зазнав політичних переслідувань. Заарештований. Помер в ув'язненні 3 січня 1938. Посмертно реабілітований.

## Пам'ять
Ім'я Дмитра Ахшарумова носить створений 2002 року камерний оркестр Полтавської обласної філармонії. 